# Европейский фонд финансовой стабильности
Европейский фонд финансовой стабильности (ЕФФС) является финансируемой членами еврозоны компанией специального назначения по борьбе с европейским долговым кризисом. Решение о его создании было одобрено 27 странами — членами Европейского союза 9 мая 2010 года. Работа фонда направлена на сохранение финансовой стабильности в Европе путём предоставления финансовой помощи государствам еврозоны при экономических трудностях. Штаб-квартира фонда расположена в Люксембурге. Европейский инвестиционный банк предоставляет фонду услуги управления денежными средствами и административную поддержку через соглашение об уровне услуг.

## Гарантийные обязательства
Приведенная ниже таблица показывает текущий максимальный уровень солидарной и индивидуальной ответственности, данный странами Еврозоны. Суммы основываются на данных Европейского центрального банка по долям участия стран в фонде. Также Евросоюз запросил страны еврозоны утвердить увеличение гарантий до 780 миллиардов евро. Бо́льшая часть риска предлагаемого увеличения с 440 до 780 млрд € падёт на страны с рейтингом «AAA» и, в случае возможного дефолта инвестиций фонда, на их налогоплательщиков. При этом 110 миллиардов евро, предоставленные Греции в 2010 году, не является частью гарантий ЕФФС, а предоставлены странами через отдельные обязательства.
| Страна                    | Первоначальные взносы             | Первоначальные взносы | Первоначальные взносы | Увеличенные взносы                | Увеличенные взносы |
| Страна                    | Гарантийные обязательства (млн €) | Доля                  | €/чел                 | Гарантийные обязательства (млн €) | Доля               |
| ------------------------- | --------------------------------- | --------------------- | --------------------- | --------------------------------- | ------------------ |
| Австрия                   | 12 241,43                         | 2,78 %                | 1 464,86              | 21 639,19                         | 2,7750 %           |
| Бельгия                   | 15 292,18                         | 3,48 %                | 1 423,71              | 27 031,99                         | 3,4666 %           |
| Германия                  | 119 390,07                        | 27,13 %               | 1 454,87              | 211 045,90                        | 27,0647 %          |
| Греция                    | 12 387,70                         | 2,82 %                | 1 099,90              | 21 897,74                         | 2,8082 %           |
| Ирландия                  | 7 002,40                          | 1,59 %                | 1 549,97              | 12 378,15                         | 1,5874 %           |
| Испания                   | 52 352,51                         | 11,90 %               | 1 141,75              | 92 543,56                         | 11,8679 %          |
| Италия                    | 78 784,72                         | 17,91 %               | 1 311,10              | 139 267,81                        | 17,8598 %          |
| Кипр                      | 863,09                            | 0,20 %                | 1 076,68              | 1 525,68                          | 0,1957 %           |
| Люксембург                | 1 101,39                          | 0,25 %                | 2 239,95              | 1 946,94                          | 0,2497 %           |
| Мальта                    | 398,44                            | 0,09 %                | 965,65                | 704,33                            | 0,0903 %           |
| Нидерланды                | 25 143,58                         | 5,71 %                | 1 525,60              | 44 446,32                         | 5,6998 %           |
| Португалия                | 11 035,38                         | 2,51 %                | 1 037,96              | 19 507,26                         | 2,5016 %           |
| Словакия                  | 4 371,54                          | 0,99 %                | 807,89                | 7 727,57                          | 0,9910 %           |
| Словения                  | 2 072,92                          | 0,47 %                | 1 009,51              | 3 664,30                          | 0,4699 %           |
| Финляндия                 | 7 905,20                          | 1,80 %                | 1 484,51              | 13 974,03                         | 1,7920 %           |
| Франция                   | 89 657,45                         | 20,38 %               | 1 398,60              | 158 487,53                        | 20,3246 %          |
| Эстония                   |                                   |                       |                       | 1 994,86                          | 0,2558 %           |
| Еврозона (16) без Эстонии | 440 000,00                        | 100 %                 | 1 339,02              |                                   |                    |
| Еврозона (17)             |                                   |                       |                       | 779 783,14                        | 100 %              |